# ژرفادوست‌ها
ژرفادوست‌ها (نام علمی: Bathophilus) نام یک سرده از تیره اژدهاماهیان است.